# Spiraea arenaria
Spiraea arenaria är en rosväxtart som beskrevs av Yi Zhi Zhao och T.J.Wang. Spiraea arenaria ingår i släktet spireor, och familjen rosväxter. Inga underarter finns listade i Catalogue of Life.